# 340
Évszázadok: 3. század – 4. század – 5. század
Évtizedek: 290-es évek – 300-as évek – 310-es évek – 320-as évek – 330-as évek – 340-es évek – 350-es évek – 360-as évek – 370-es évek – 380-as évek – 390-es évek
Évek: 335 – 336 – 337 – 338 –  339 – 340 – 341 – 342 – 343 – 344 – 345

## Események

### Római Birodalom
- Septimius Acindynust és Lucius Aradius Valerius Proculust választják consulnak.
- Constans császár nagykorúvá válik, de bátyja, II. Constantinus nem hajlandó lemondani a gyámságról. Emiatt, és az észak-afrikai területi vita miatt viszonyuk végképp elmérgesedik és Constantinus hadseregével bevonul Itáliába. A Daciában tartózkodó Constans előreküldi elit egységeit, amelyek Aquileia mellett egy kisebb összecsapásban megölik Constantinust. A birodalom nyugati felét Constans örökli, aki eddig is birtokolta a középső részt. A keleti fél másik bátyjáé, II. Constantiusé.
- Iulius pápa zsinatot hív össze Rómában, amely megerősíti az antiariánus Athanaszioszt Alexandria pátriárkájaként. A pátriárkai széket azonban Athanasziosz száműzése után már elfoglalta az ariánus Kappadókiai Gregoriosz és a pápa nem tud érvényt szerezni a zsinat döntésének.
- Nikomédiai Euszebiosz konstantinápolyi pátriárka püspökké szenteli Wulfilát és elküldi a gótok közé, hogy térítse meg őket az (ariánus) kereszténységre.

## Születések
- Ikoniumi Amphilokhiosz, püspök, teológus
- Szent Jeromos, keresztény teológus
- Iustina, Magnentius és I. Valentinianus császárok felesége
- Szebasztei Szent Péter, örmény püspök
- Priscillianus, keresztény püspök, aszkéta

## Halálozások
- II. Constantinus római császár (* 316)

## Fordítás
- Ez a szócikk részben vagy egészben  a(z)   340 című angol Wikipédia-szócikk ezen változatának fordításán alapul.  Az eredeti cikk szerkesztőit annak laptörténete sorolja fel. Ez a jelzés csupán a megfogalmazás eredetét és a szerzői jogokat jelzi, nem szolgál a cikkben szereplő információk forrásmegjelöléseként.